# Vojenské technické muzeum Lešany
Vojenské technické muzeum Lešany je součástí Vojenského historického ústavu Praha. Nachází se mezi obcemi Krhanice a Lešany u Týnce nad Sázavou v okrese Benešov, v prostoru bývalých dělostřeleckých kasáren. Muzeum vzniklo v roce 1996, expozici tvoří více než 700 historických tanků, kanónů, motocyklů, obrněných, nákladních a osobních vojenských vozidel, raketová technika, spojovací a ženijní prostředky a logistický materiál. Exponáty pocházejí z období od roku 1890 až do současnosti. 
Sbírky jsou prezentovány v deseti halách, pod šesti přístřešky a na volném prostranství.

## Historie

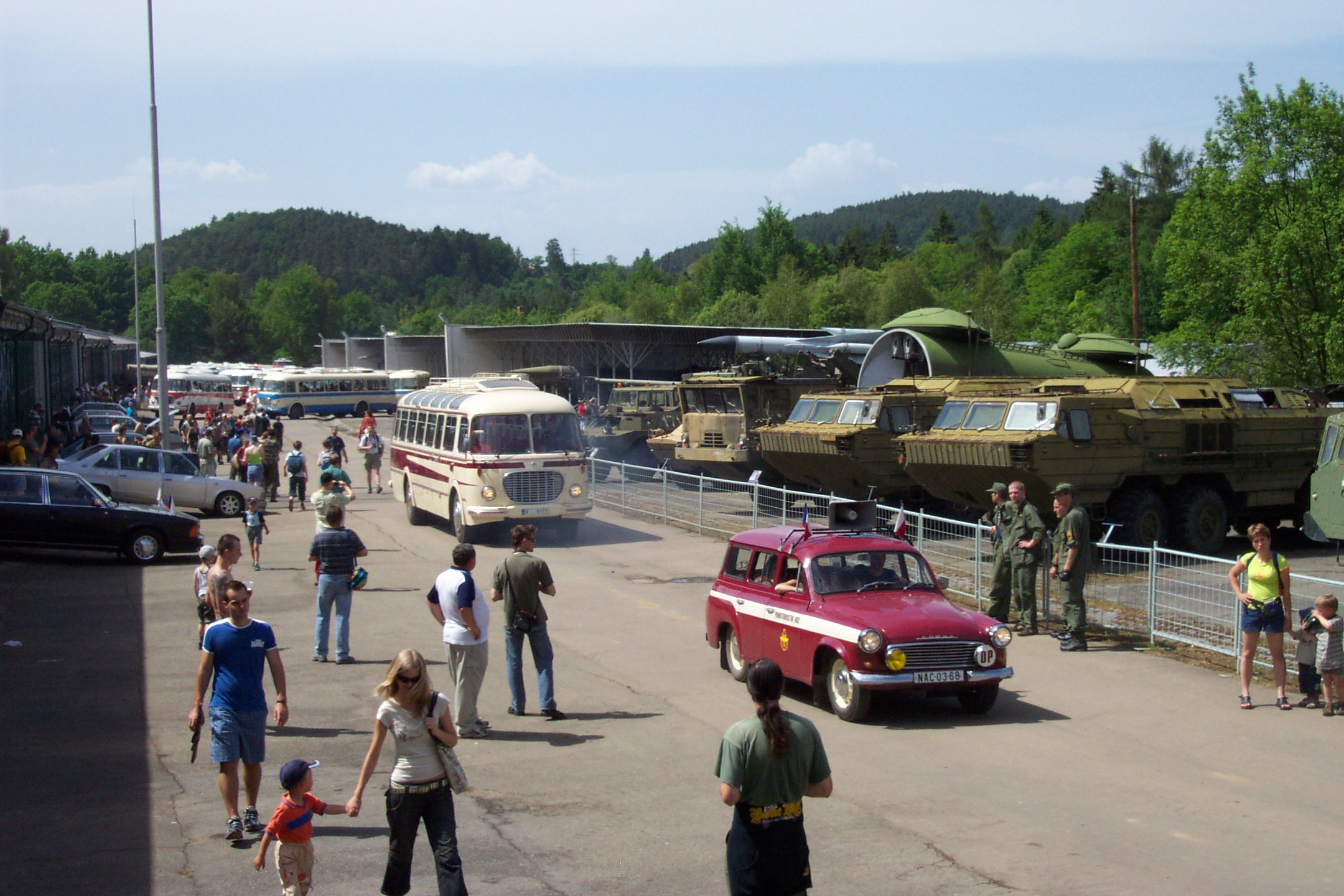
Slavnostní záhájení 12. sezóny ve VTM Lešany

Vojenské technické muzeum Lešany je vedle Armádního muzea Žižkov a Leteckého muzea Kbely nejmladší součástí Vojenského historického ústavu Praha. Vzniklo v objektu bývalých lešanských kasáren v roce 1996, zdejší objekt má ale delší historii.

### Od války po rok 1989
V letech 1943–1945 zde byla vybudována pobočka koncentračního tábora Flossenbürg. Barákový tábor se stal součástí rozsáhlého německého výcvikového prostoru zbraní SS („SS-Truppenübungsplatz Beneschau/Böhmen“). Němci byl využíván jako kárný tábor pro provinilé příslušníky jednotek SS a také pro potřeby SS-Panzergrenadier Schule Kienschlag, neboli školy pro tzv. pancéřové granátníky, jejíž velitelství bylo umístěno v plicním sanatoriu v nedaleké Prosečnici.
Po ukončení války fungovaly Lešany po dobu několika měsíců jako zajatecký tábor pro příslušníky wehrmachtu a zbraní SS. V polovině června 1945 zde bylo internováno na 15 000 německých zajatců. V rámci poválečného odsunu sudetoněmeckého obyvatelstva byl na podzim 1945 v Lešanech zřízen internační tábor, který sloužil k soustředění internovaných Němců před jejich odsunem do Německa.
Po únorovém převratu bylo na podzim 1948 rozhodnuto o zřízení tábora nucených prací v lešanském středisku. Tento tábor plnil svou funkci od ledna do léta 1949. Objekt následně krátce sloužil v rámci tzv. „řecké akce“. Byly zde ubytovávány řecké děti, které se nacházely na čs. území v průběhu řecké občanské války. Do dubna 1950 táborem prošlo celkem 4 000 osob.
V květnu 1950 tábor znovu převzalo ministerstvo sociální péče a obnovilo činnost tábora nucených prací. Již v listopadu ale objekty převzala československá armáda, čímž začala éra vojenské posádky Lešany. Zpočátku zde byla dislokována 33. protitanková brigáda, po jejím zrušení v roce 1968 zůstal jen 217. protitankový pluk a do uvolněných kasáren byl přemístěn 362. dělostřelecký a 9. protiletadlový pluk z posádky Písek. Ten byl vystřídán v polovině 80. let 103. praporem chemické obrany z Liberce.

### Lešany v rámci Vojenského historického ústavu Praha
Kasárenské objekty byly přiděleny Historickému ústavu Armády České republiky v únoru 1995. Tomu předcházela jednání mezi vedením ústavu a Generálním štábem AČR o využití celého objektu, v němž již tou dobou byla, po redislokaci 217. protitankového pluku a 103. praporu chemické obrany na Slovensko v roce 1992, uložena část historické techniky. Po zrušení posledního lešanského útvaru (9. dělostřeleckého pluku) byly zahájeny práce na využití celého rozsáhlého areálu. Tři bývalé autoparky a několik desítek správních budov a skladů se změnily na depozitáře pro uložení sbírkových předmětů jednotlivých fondů spravovaných Historickým ústavem AČR.
Dalším krokem bylo využití autoparku zrušeného 9. dělostřeleckého pluku a přilehlého prostoru k prezentaci sbírek pozemní techniky. V této fázi úprav byla zahájena výstavba lešanského muzea. Umístění muzea mimo Prahu s sebou přineslo dostatek prostoru pro vystavení více než šesti stovek exponátů, od motocyklů, velitelských a nákladních vozidel, tanků, obrněných transportérů přes dělostřeleckou, protiletadlovou raketovou techniku až po spojovací a ženijní prostředky, logistický a další materiál, který sloužil pro potřebu pozemních vojsk.

## Galerie

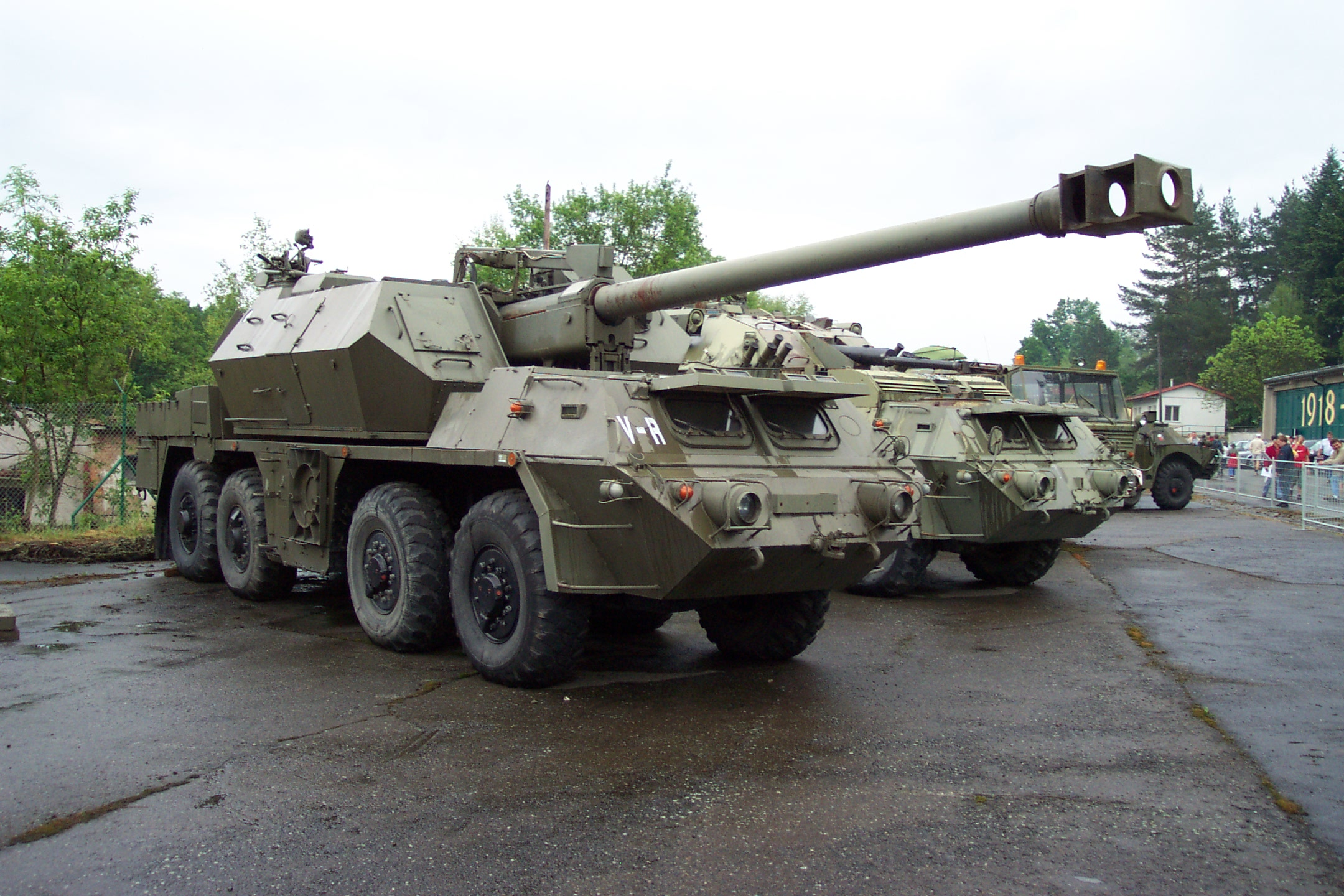
Samohybná houfnice ShKH vz. 77 Dana v prostorách muzea v Lešanech
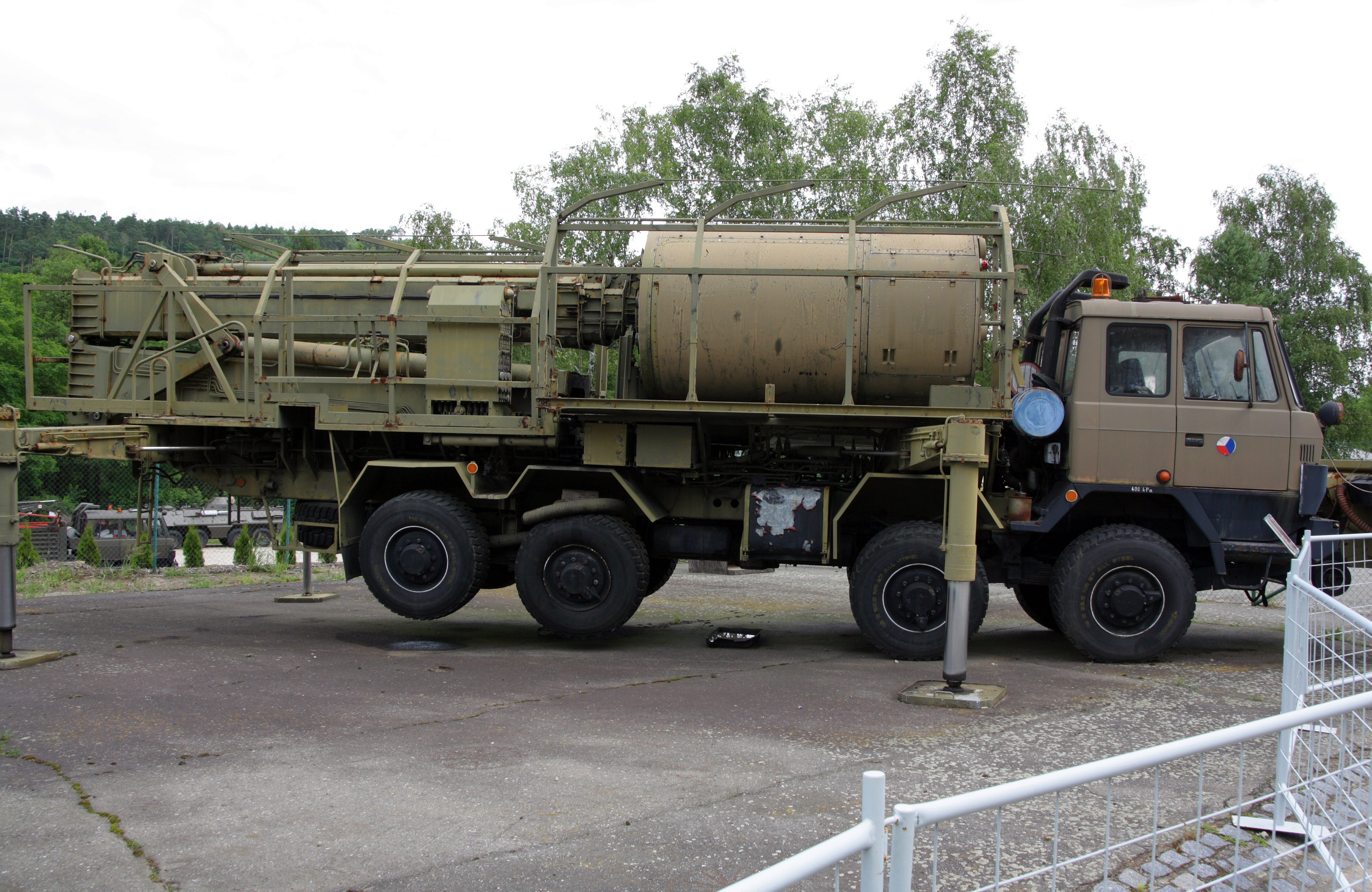
Radar Tesla KRTP-86 Tamara, VTM Lešany
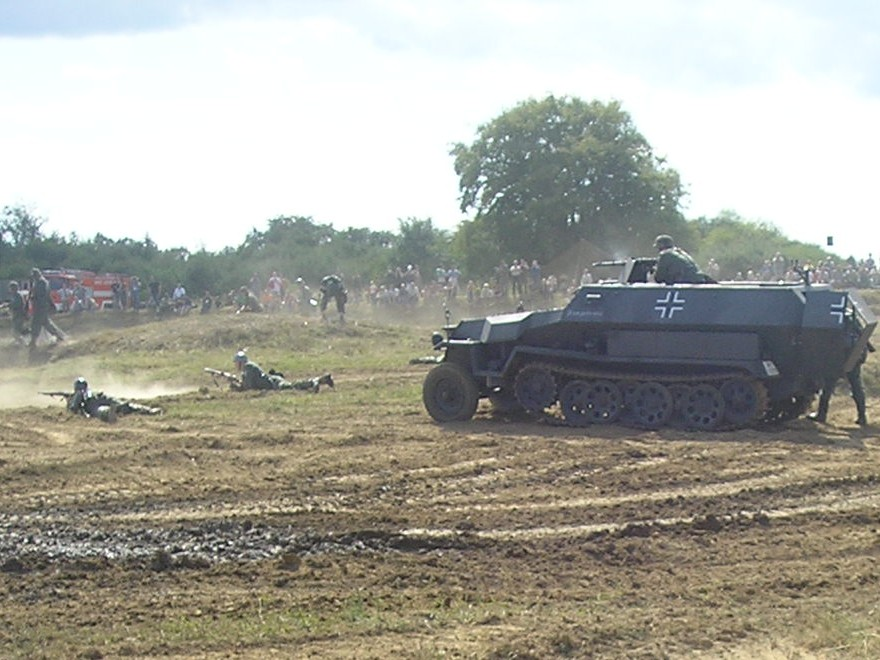
Tanková aréna, bitva 2. světové války